# Yevguéniya Matvéyeva
Yevguéniya Matvéyeva –en ruso, Евгения Матвеева– es una deportista rusa que compitió en triatlón. Ganó una medalla de oro en el Campeonato Mundial por Relevos de 2007.

## Palmarés internacional
| Campeonato Mundial por Relevos | Campeonato Mundial por Relevos | Campeonato Mundial por Relevos | Campeonato Mundial por Relevos |
| Año                            | Lugar                          | Medalla                        | Prueba                         |
| ------------------------------ | ------------------------------ | ------------------------------ | ------------------------------ |
| 2007                           | Tiszaújváros (Hungría)         | Medalla de oro                 | Relevos                        |